# Los Ecologistas (Francia)
Los Ecologistas – Europa Ecología Los Verdes (en francés: Les Écologistes – Europe Écologie Les Verts) es un partido político ecologista francés, creado el 13 de noviembre de 2010 a partir de la unión de Les Verts con el movimiento de la lista para las elecciones al Parlamento Europeo de 2009, Europe Écologie.

## Historia
Luego de las elecciones municipales de 2008, Los Verdes buscaron aumentar su influencia política. Haciendo eco de estos llamamientos, Daniel Cohn-Bendit propuso la creación de una lista electoral para las elecciones europeas de 2009 y el liderazgo de los Verdes permitió buscar esta posibilidad. Europe Écologie (EE), lanzado en el otoño de 2008, permitió a Los Verdes crear una alianza electoral más amplia con ambientalistas y activistas sociales que no habían sido miembros del partido en el pasado. La nueva estructura incluía, políticos verdes veteranos, nuevos activistas o ambientalistas como Jean-Paul Besset, José Bové, Yannick Jadot, Eva Joly y Michèle Rivasi.
Europe Écologie tuvo éxito en las elecciones europeas de 2009, alcanzando el tercer lugar en Francia con el 16,3% de los votos, solo unos poco detrás del Partido Socialista (PS), ganando 14 de los 72 escaños de Francia en el Parlamento Europeo. La experiencia condujo a nuevos intentos de expandir el movimiento verde francés, antes de las elecciones regionales de 2010. EE realizó listas independientes en la primera vuelta en todas las regiones, una vez más con la participación de nuevos activistas como Philippe Meirieu, Laurence Vichnievsky y Augustin Legrand. Si bien no alcanzaron el mismo éxito de 2009, EE logró ganar el 12,5% de los votos a nivel nacional (tercer lugar).
Los Verdes y los nuevos activistas que se unieron al movimiento a través de EE, pero que no deseaban unirse al partido, iniciaron conversaciones para permitir la creación de un nuevo movimiento político ampliado. En octubre y noviembre de 2010, EE y luego Los Verdes ratificaron nuevos estatutos y un nuevo manifiesto. En particular, estos nuevos estatutos permitieron a los cooperadores, presentarse como candidatos, votar en las primarias presidenciales y participar en debates sobre la plataforma.
El lanzamiento oficial del nuevo partido, presentado como una nueva fuerza política, se llevó a cabo en Lyon el 9 de noviembre de 2010. El nuevo partido adoptó el nombre Europa Ecología Los Verdes (en francés: Europa Écologie Les Verts, EELV).

## Ideología
Como partido verde, EELV prioriza y enfatiza las cuestiones ambientales. Se promueve una reducción del 40% en emisiones de CO 2, la eliminación gradual de la energía nuclear en favor de las energías renovables, conservación del medio ambiente en planificación urbana y el desarrollo de una agricultura sostenible. EELV, al igual que en antiguo partido los Verdes, se oponen en general a proyectos de desarrollo a gran escala.
En cuestiones económicas, EELV se inclina fuertemente hacia la izquierda. También apoya un impuesto al carbono y el aumento de los niveles progresivos del impuesto sobre la renta para las personas con altos ingresos. EELV es cercano a grupos o movimientos anticapitalistas y altermundistas.
El partido apoya tradicionalmente el federalismo europeo, aunque muchas de sus políticas europeas están en conflicto con la dirección y el liderazgo actuales de la Unión Europea. También son defensores de la descentralización.
El movimiento verde apoya la reforma política, incluidos los derechos de voto de los extranjeros en las elecciones locales y nacionales. También promueven la igualdad de género en la política, su liderazgo y los candidatos electorales tienden a respetar la paridad de género y el grupo EELV en la Asamblea Nacional francesa tiene dos copresidentes, uno masculino y otro femenino.

## Resultados electorales

### Elecciones presidenciales
|  | 2,31 % |

|  | 6,36 % |

|  | 4,63 % |

### Elecciones legislativas
|  | 5.5 % |

|  | 3.60 % |

|  | 4.3 % |

|  | 0.13 % |

|  | 25.66 % |

|  | 31.58 % |

|  | 28.14 % |

|  | 25.81 % |

### Parlamento Europeo
|  | 16.28 % |

|  | 8.95 % |

|  | 13.48 % |

|  | 5.50 % |